# Сара Боннічі
Сара Боннічі (мальт. Sarah Bonnici; нар. 30 травня 1998 року) — мальтійська співачка. Представниця Мальти на Пісенному конкурсі Євробачення 2024 з піснею «Loop».

## Життєпис
Сара Боннічі народилася на острові Гоцо. Має ступінь магістра бухгалтерського обліку.
ЇЇ батько, Марсель Боннічі, є генеральним директором хмарочоса Mercury Towers та футбольного клубу Ħamrun Spartans.

## Кар'єра

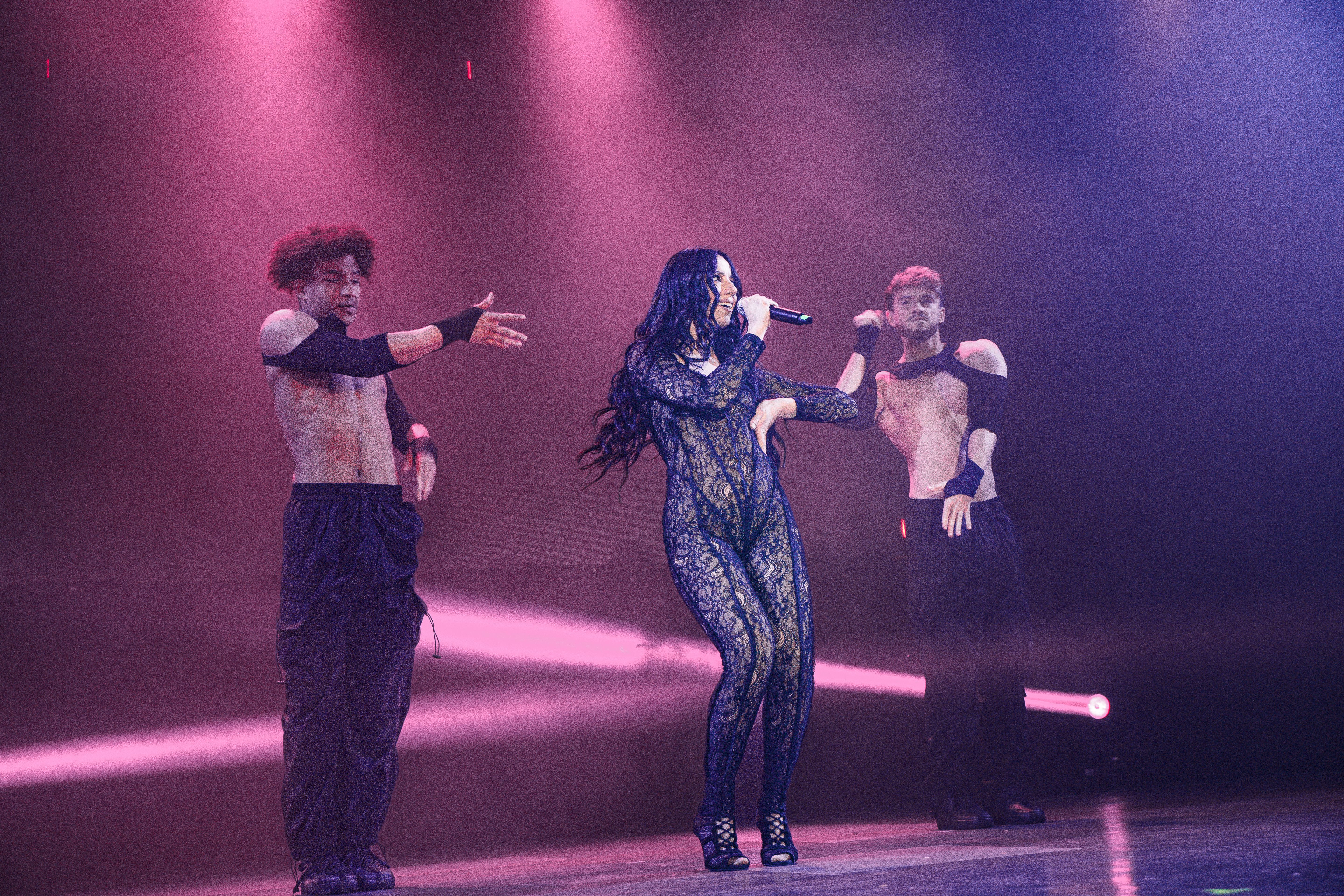
На Eurovision Pre-Party 2024 Madrid

З дитинства наставницею Боннічі була Міріам Крістін. У 2009 році Сара брала участь у відборі Мальти на Дитячий пісенний конкурс Євробачення з піснею «The Mambo Song», де посіла третє місце. Наступного року вона перемогла на 4-му фестивалі пісні L-Għanja Tal-Maltin у своїй віковій групі з піснею, написаною Міріам Крістін, і виграла в номінації «Найкращий голос». У 2010 році Боннічі знову брала участь на відборі Мальти на Дитяче Євробачення, де посіла 7 місце з піснею «Kitty Kitty Cat». Попри програш, Сара змогла приєднатися як танцівниця до представниці Мальти Ніколь Аззопарді на Дитячому Євробаченні 2010.
У підлітковому віці Боннічі брала участь у кількох міжнародних пісенних конкурсах за межами Мальти, включно з Trixie Festival у Болгарії, Carpathians Star Festival у Румунії та фестиваль Star to Born в Угорщині. Боннічі посіла перше місце у своїй категорії на фестивалі Ti Amo в Румунії, а також перемогла в номінації «Оригінальна пісня» з піснею «Vivrà ancora». На фестивалі Kanzunetta Indipendenza перемогла у номінації «Новий талант» у 2012 році та в основній категорії у 2018 році. Незабаром після цього Сара взяла участь у першому випуску X Factor Malta.

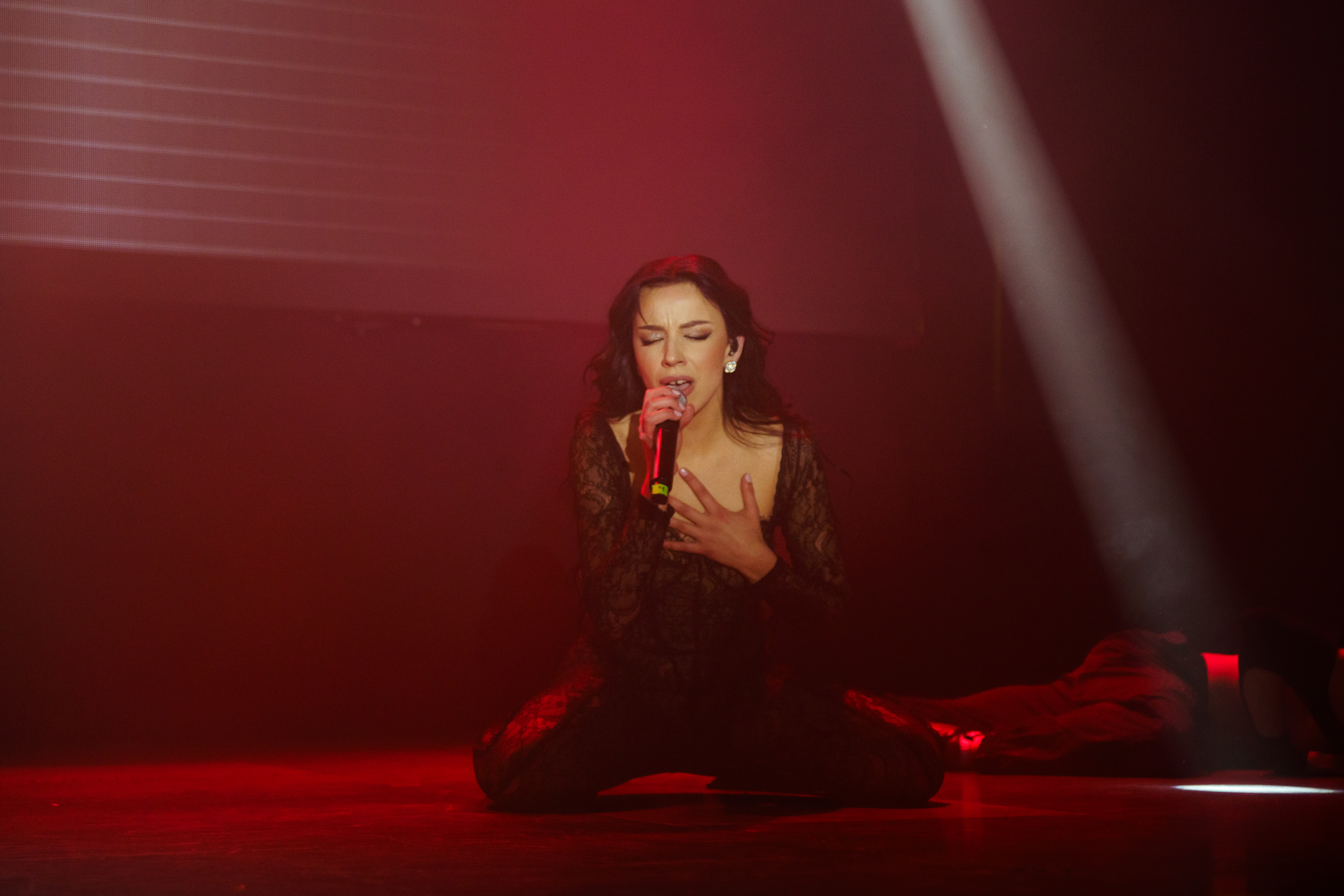
На Eurovision Pre-Party 2024 Madrid

Боннічі брала участь на відборі Мальти на Євробачення 2022 із піснею «Heaven», написаною Ейданом, і посіла 12 місце у фіналі. 18 жовтня 2023 року вона була оголошена учасницею відбору на Євробачення 2024 з піснею «Loop», а згодом виступила в першому півфінальному шоу 27 жовтня. Наприкінці листопада було оголошено, що Сара увійшла до фіналу, який відбувся 3 лютого 2024 року. Співачка перемогла в голосуванні журі та посіла перше місце в загальному заліку зі 102 балами, чим здобула право представляти Мальту на Пісенному конкурсі Євробачення 2024 в Мальме, Швеція.